# Yipsi Moreno
Yipsi Moreno (Camagüey, 19 de noviembre de 1980) es una ex atleta cubana especialista en lanzamiento de martillo que fue tres veces campeona del mundo (Edmonton 2001, París 2003 y Helsinki 2005), subcampeona olímpica en Atenas 2004 (Atenas 2004 ) y campeona olímpica en Peking 2008 (Pekín 2008).
Tal reconocimiento se oficializó en 2016, después que la atleta bielorrusa Aksana Miankova fuera descalaficada por la IAAF por uso de sustancias detectado en una muestra de control antidopaje.

## Carrera profesional
En sus inicios empezó practicando el lanzamiento de disco y el lanzamiento de bala pero sus entrenadores decidieron que sería mejor pasar al lanzamiento de martillo, una prueba a la que las mujeres se habían incorporado en años recientes.
Su primer éxito lo alcanza en 1997 cuando se proclamó campeona panamericana en categoría juvenil en La Habana, Cuba.
Al año siguiente participó en los campeonatos del mundo junior de Annecy, Francia, donde se clasificó en cuarta posición.
Ya en categoría sénior, su primer reto importante fueron los Juegos Panamericanos de 1999 celebrados en Winnipeg, Canadá, y en los que obtuvo la medalla de plata con registro de 63.03. Esto le posibilitó asistir a los Campeonatos del Mundo de Sevilla 1999, en los que sin embargo la inexperiencia jugó contra ella y no logró clasificarse para la final, ubicándose en el puesto 18.º. Para estas fechas ya se entrenaba con Eladio Hernández, quien condujo el resto de su carrera deportiva.
El 2000 sería el año de su consagración como atleta de clase mundial. Mejoró sensiblemente sus marcas y por primera vez se sitió entre las diez mejores del ranking mundial con un tiro de 69.36 m hecho en Rhede, Alemania. Además participó en los Juegos Olímpicos de Sídney 2000 tuvo una actuación muy brillante, y por muy poco no ganó una medalla, pues fue cuarta clasificada con 68.33 m , a menos de un metro de la alemana Kirsten Münchow, bronce con 69.28 m.
En 2001 confirmó las mejores expectativas que había sobre ella y por primera vez logró superar la barrera de los 70 metros. Pero sobre todo sorprendió en los Campeonatos del Mundo de Edmonton, Canadá, ganando contra todo pronóstico la medalla de oro con su mejor marca personal, 70.65 m , cuatro centímetros más que la favorita rusa Olga Kuzenkova.
En 2002 continuó mejorando su registro, e hizo su mejor marca en Madrid, con 71.47 m , la cuarta mejor del mundo ese año.
En 2003 dio un nuevo salto de calidad, y realizó la mejor temporada de su carrera, superando ampliamente sus marcas. Se proclamó campeona en los Juegos Panamericanos de Santo Domingo con un gran tiro de 74.25 m , y el 17 de julio hizo en Savona, Italia, un sensacional lanzamiento de 75.14 m , que la colocaron como líder mundial del año, y la tercera mejor de toda la historia en esta especialidad. Para completar el año, se proclamó por segunda vez campeona del mundo en París, con un tiro de 73.33 m, superando ampliamente a la rusa Kuzenkova (plata con 71.71 m.)
En 2004 era un año muy importante ya que se disputaban los Juegos Olímpicos de Atenas. Durante los meses previos parecía que Yipsi era la máxima favorita al oro, y de hecho en abril volvió a realizar en La Habana su mejor marca personal, 75.18. Sin embargo en Atenas Yipsi no logró llegar tan lejos y "sólo" fue capaz de lanzar 73.36 m, por lo que fue superada por su conocida rival Olga Kuzenkova, que tiró 75.05 m, un nuevo récord olímpico. Yipsi ganó la medalla de plata, su primera medalla olímpica. Además por segundo año consecutivo lideró el ranking mundial de la especialidad.
En 2005 la cita más importante fueron los Campeonatos del Mundo de Helsinki, en Finlandia. Y de nuevo volvió a repetirse el mismo resultado de los Juegos de Atenas, con Kuzenkova medalla de oro (75.10 m ) y Yipsi Moreno medalla de plata (73.08 m ). Pese a todo se trató de un resultado muy notable. Sin embargo, tras confirmar pruebas de dopaje en 2013, la medalla dorada le fue retirada a Kuzenkova, y por tanto asignada a la cubana quien ganó su tercer título mundial consecutivo.
En el 2007, obtuvo una nueva medalla de plata en el Campeonato del Mundo de Osaka, con una marca de 74,74 metros, solo 2 cm menor que el lanzamiento de la alemana Betty Heidler ganadora de la medalla de oro.
En Beijing 2008 resultó segundo, pero tras haberse demostrado el doping de la que resultara campeona, se le otorgó el oro en 2016.
Se retiró del atletismo tras conseguir la medalla dorada en los Juegos Centroamericanos y del Caribe de Veracruz en el 2014, con nueva marca de la competencia de 71,35 m.

## Después del retiro
Actualmente se prepara para integrar la Comisión de Atletas de la Asociación Internacional de Federaciones de Atletismo y se desempeña como Comisionada Nacional de Atletismo.
Miembro del Consejo de Estado de la República de Cuba, elegida para el cargo el 19 de abril de 2018 en la Sesión Constitutiva de la IX Legislatura, en el Palacio de Convenciones de La Habana.
Su biografía Yipsi Moreno: La Furia de Agramonte saldrá publicada en 2022 bajo el sello editorial cubano Nuevo Milenio.La autoría es de los periodistas Lilian Cid Escalona y Andy Bermellón Campos, en tanto el prólogo de esta I Edición lleva la firma de Julita Osendi. El libro será presentado en la Feria Internacional del Libro de La Habana